# Разуанский жаворонок
Разуанский жаворонок, или разаский малый жаворонок, или жаворонок острова Разо (лат. Alauda razae), — вид птиц из семейства жаворонковых (Alaudidae).

## Описание
Довольно мелкие птицы. Размер 14—18 см. Тело имеет чёрные и коричневые короткие полосы и более светлые области вокруг груди. Клюв толстый и крепкий, у самцов длиннее. разуанский жаворонок считается взрослым, когда у него развился красновато-коричневый оттенок между ушами и хвостом с рисунком на макушке и спине. Хвост и край крыльев белые. Самцы крупнее самок.

## Питание
Питается  разуанский жаворонок личинками насекомых и сытью. Также питаются семенами трав и насекомыми, такими как бабочки, моль и кузнечики.

## Распространение и среда обитания
Ареал обитания данного вида только на Расо островке в Кабо-Верде. Большинство разуанских жаворонков обитают на ровных равнинах с вулканической почвой и связаны с небольшими участками растительности вдоль высохших русел ручьев, в которых они кормятся и размножаются.

## Размножение
Период размножения зависит от сезона дождей. Самец ухаживает за самкой, тихо напевая, приподнимая грудь и подпрыгивая, пока крылья распахнуты. После спаривания и самец, и самка собирают сушеную траву, чтобы построить гнездо. Самец защищает место гнездования, а самка находит безопасное место для постройки гнезда.
Самка разуанского жаворонка откладывает от одного до трёх яиц за кладку, обычно с разницей в день. Считается, что время инкубации составляет 15 дней. Во время инкубации самка сидит на яйцах с десятиминутным интервалом, а затем уходит на поиски пищи.

## Статус
Размер популяции разуанского жаворонка оценивается от примерно 200 до 1000 птиц. При этом на одну самку приходится по два самца. Репродуктивные темпы у этих птиц низкие, на них охотятся гигантские гекконы. И хотя на острове Разу нет опасных для пернатых млекопитающих, сохраняется вероятность случайного завоза последних с катастрофическими для популяции жаворонков последствиями.
МСОП присвоил таксону охранный статус «Находящиеся на грани полного исчезновения» (CR). Обсуждается возможность создания резервной популяции на другом острове.

## Галерея

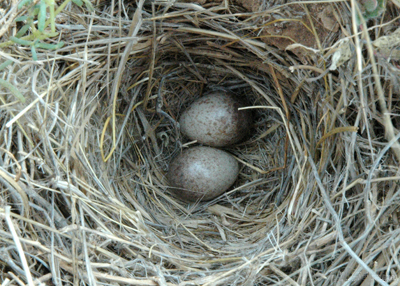
Яйца
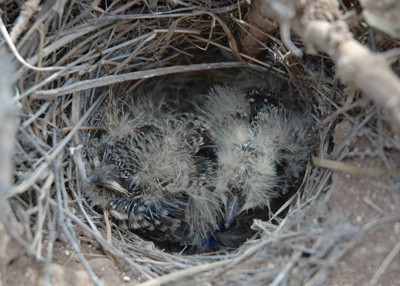
Птенцы
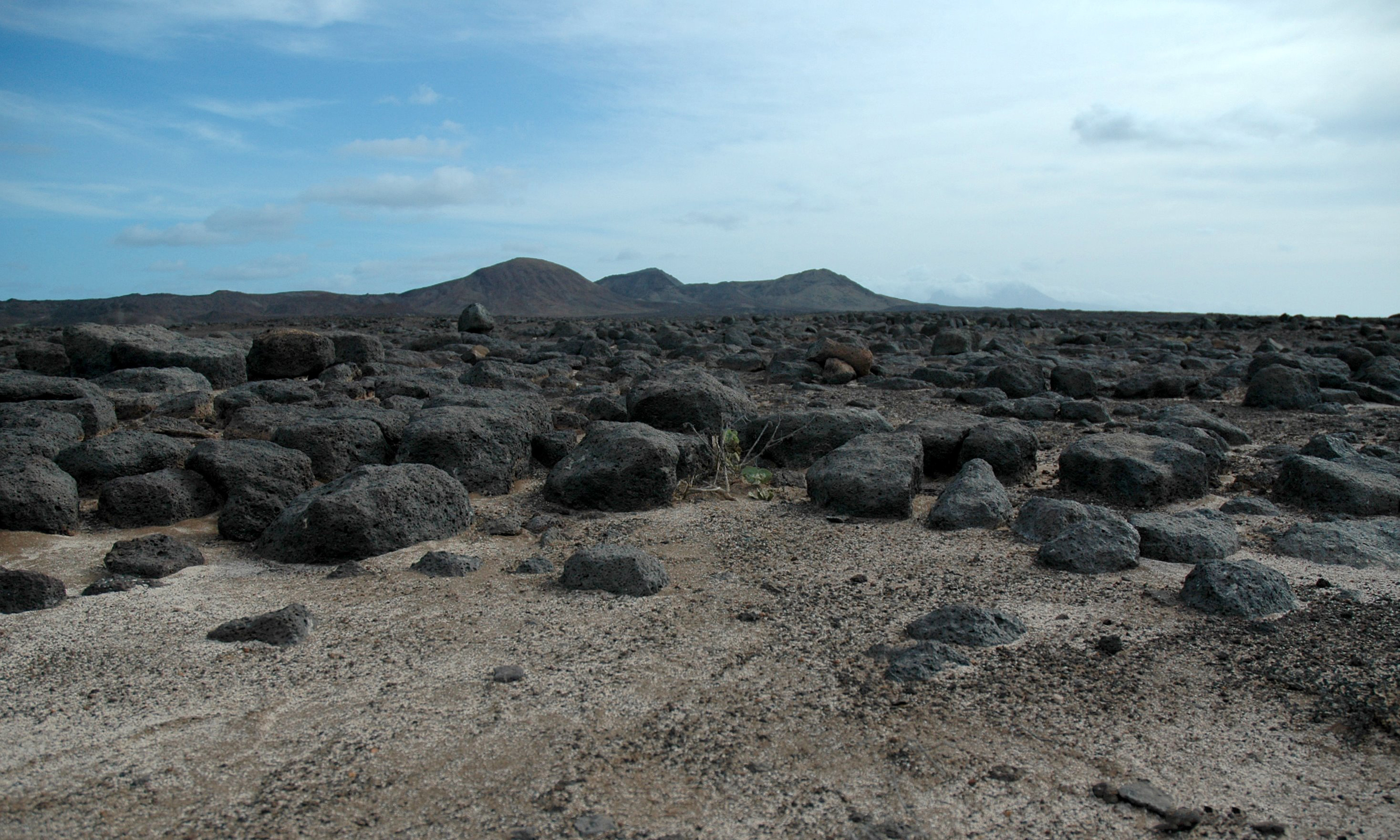
Остров Разу с местонахождением гнезда в центре изображения